# Стрыенский, Кароль

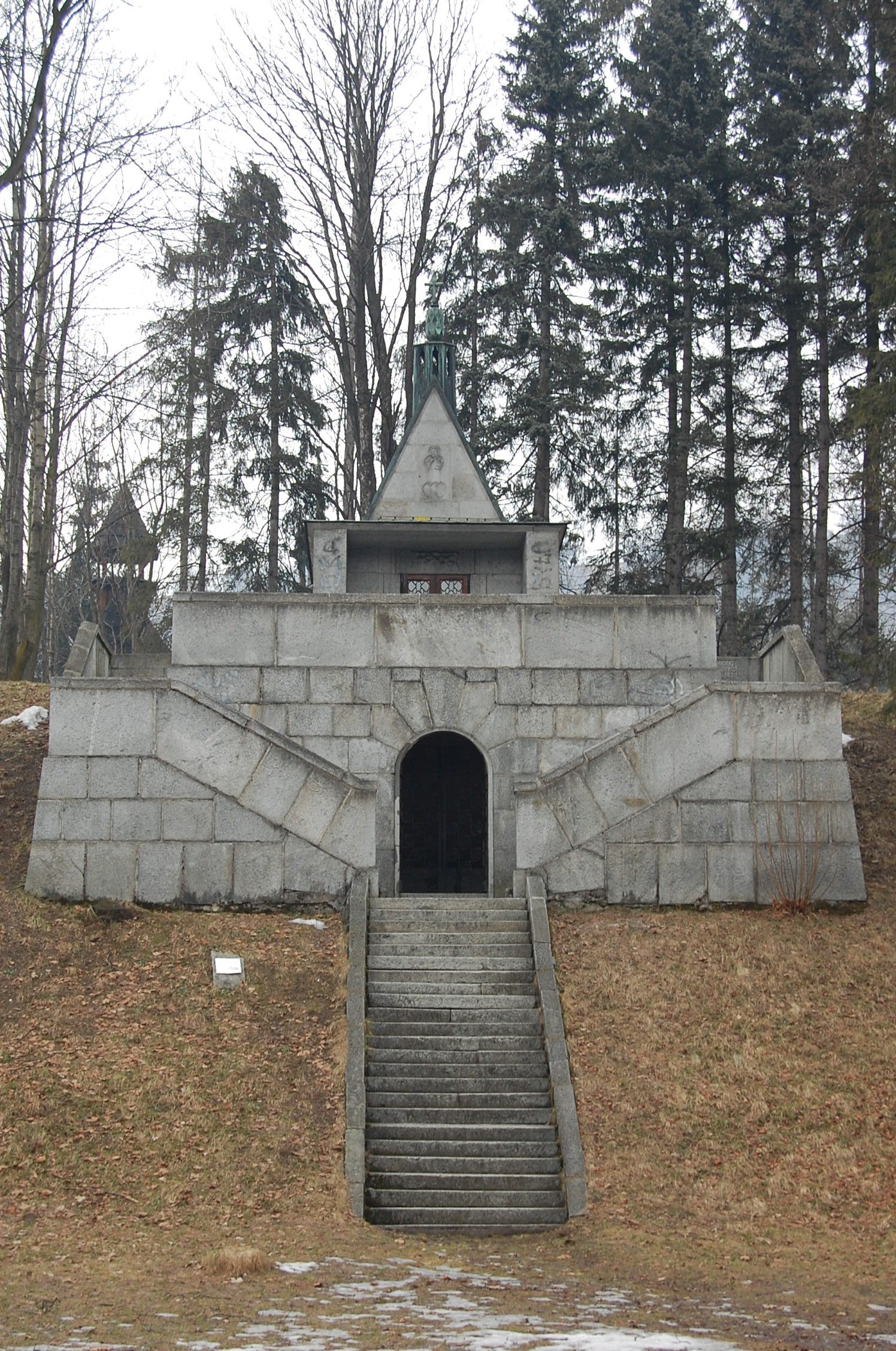
Мавзолей Яна Каспровича по проекту Кароля Стрыенского (1933), образец архитектуры ар-деко, вдохновленной закопанским стилем

Кароль Стрыенский (пол. Karol Stryjeński; 19 января 1887, Краков, Австро-Венгрия — 21 декабря 1932, Краков, Польская Республика) — польский архитектор, скульптор, график, публицист, педагог.

## Биография
Сын архитектора Тадеуша Стрыенского.
Окончил гимназию в Кракове. В 1907—1912 годах изучал архитектуру в Политехническом университете в Цюрихе, позже, в 1912—1913 — скульптуру в парижской Школе изящных искусств.
Вернувшись на родину, работал в архитектурном бюро своего отца в Кракове, а затем в магистрате. В ноябре 1916 года женился на художнице Софии Стриенской. У пары было трое детей: дочь Магдалена и сыновья-близнецы: Ян и Яцек. Стриенский познакомил жену со своими друзьями, художниками и представителями литературного мира, среди прочих, с Владиславом Скочилясом, Генриком Куной, Стефаном Жеромским, Владиславом Реймонтом, Станиславом Виткевичем, поэтами литературной группы «Скамандр».
Со временем, отношения двух сильных личностей ухудшались. Стриенская не могла смириться с тем, что муж видел в ней в основном художницу, а не женщину. В припадке гнева она уничтожила свои картины на глазах мужа. В результате, Стриенская была помещена в психиатрическую больницу, но через два дня благодаря стараниям родителям её выпустили. Многочисленные конфликты привели к разводу в 1927 году.
В начале Первой мировой войны К. Стрыенский вступил в Польские легионы, однако по состоянию здоровья вскоре был уволен со службы. Вместе с однодумцами организовал «Краковские мастерские» (Warsztaty Krakowskie), которыми руководил во время войны. В 1916 году основал издательство «Fala».
В 1923—1927 годах работал директором Школы деревянных промыслов в Закопане. Основал архитектурное бюро. Большинство материалов, связанных с деятельностью этого бюро потеряна в годы Второй мировой войны. Известно лишь о нескольких реализованных проектах. Кроме архитектуры Стриенський проектировал также мебель, ковры, игрушки, занимался книжной графикой. На Всемирной выставке в Париже в 1925 году получил ряд наград за свои работы. Отмечены также изделия возглавляемой им школы — Гран-при в трёх номинациях и одной золотой медалью.
С 1927 года — профессор кафедры монументальной скульптуры и техник металла Академии изящных искусств в Варшаве.
Близко знал художника и писателя Ст. Виткевича, позднее порвал с ним на почве личного конфликта из-за своих богемных экстравагантностей (дело едва не кончилось дуэлью).
Похоронен на Кладбище заслуженных (Закопане).

## Избранные работы
- Генеральный план Закопане. Разработан для конкурса 1922 года, на котором получил первое место.
- Проект нового здания Львовского университета на нынешней улице Грушевского во Львове.
- Самый большой трамплин для прыжков в Польше — Велька Крокев (1925).
- Мавзолей Каспровича в Закопане.
- Павильон Института пропаганды искусства в Варшаве (1931).
- Проекты типовых военных надгробий.